# Raemon
Raemon est un prénom masculin néerlandais apparenté au prénom Raymond et pouvant désigner :

## Prénom
- Raemon Sluiter (né en 1978), joueur et entraîneur de tennis néerlandais

## Référence
1. ↑  (fr) Raemon - names.org